# Platycheirus rufimaculatus
Platycheirus rufimaculatus är en tvåvingeart som beskrevs av John Richard Vockeroth 1990. Platycheirus rufimaculatus ingår i släktet fotblomflugor, och familjen blomflugor. Inga underarter finns listade i Catalogue of Life.